# Proveysieux
Proveysieux – miejscowość i gmina we Francji, w regionie Owernia-Rodan-Alpy, w departamencie Isère.
Według danych na rok 1990 gminę zamieszkiwało 469 osób, a gęstość zaludnienia wynosiła 23 osób/km² (wśród 2880 gmin regionu Rodan-Alpy Proveysieux plasuje się na 1172. miejscu pod względem liczby ludności, natomiast pod względem powierzchni na miejscu 487.).